# The Citadel (Dubai)
The Citadel ou A Cidadela, em português,  é uma torre de 42 andares na Business Bay em Dubai, Emirados Árabes Unidos. A torre tem uma altura de construção total de 201 m (659 pés). The Citadel foi começou a ser construída no início de 2008 e concluída no final daquele ano.